# Kernkraftwerk Piqua
Das Kernkraftwerk Piqua (englisch Piqua Nuclear Power Facility oder Piqua Nuclear Generating Station, Abkürzung PNPF) liegt bei Piqua, Ohio in den Vereinigten Staaten am Ufer des Great Miami River etwa 55 Kilometer (34 Meilen) nördlich von Dayton.

## Reaktor
Beim Reaktor in Piqua handelt es sich um einen „OMRE“. Er hatte eine Nettoleistung von 12 MWe, eine Bruttoleistung von ebenfalls 12 MWe und eine thermische Leistung von 45,5 MW. Es handelte sich um einen organisch gekühlten und moderierten Reaktor, der als Demonstrationsprojekt zwischen 1963 und 1966 von der United States Atomic Energy Commission betrieben wurde. Der Reaktor wurde aufgrund von Problemen mit dem organischen Moderator/Kühlmittel stillgelegt.

## Geschichte
Der Baubeginn für den Reaktor war am 1. Januar 1960. Am 1. Juli 1963 wurde der Reaktor erstmals mit dem Stromnetz synchronisiert und nahm am 1. November 1963 den kommerziellen Leistungsbetrieb auf. Es war eines der ersten Kernkraftwerke mit einem kommunalen Eigentümer und Betreiber weltweit und das erste in den USA. Am 1. Januar 1966 wurde der Reaktor abgeschaltet. Die Anlage war im Besitz der United States Atomic Energy Commission und wurde unter Vertrag von der Stadt Piqua betrieben. Im Jahr 1966 beendete die Atomic Energy Commission den Vertrag mit der Stadt Piqua für den Betrieb und die Instandhaltung der Anlage. Zwischen 1967 und 1969 wurde das Kernkraftwerk Piqua stillgelegt und demontiert. Zu diesem Zeitpunkt wurden das Reaktorbrennstoff-Kühlmittel und die meisten radioaktiven Materialien von der Anlage abtransportiert. Der Reaktordruckbehälter und die Räume zwischen dem Behälter und dem cavity liner wurden dann mit trockenem Quarzsand gefüllt.
Die einzigen aktuellen Aktivitäten in der Anlage sind die jährlichen Überwachungen und Kontrollen durch das Environmental Management program (Umweltmanagementprogramm). Die Umwelt-Management-Aktivitäten in der Anlage sind derzeit geplant bis zum Ende des Jahres 2018. Es wird erwartet, dass die Anlage an die Stadt Piqua übergeben wird. Der Reaktordruckbehälter und andere radioaktiven Teile des Reaktorkomplexes bleiben am Platz. Es wurden Sicherheitsmaßnahmen zur Gefahrenabwendung ergriffen. Die Stilllegungsaktivitäten wurden vom Personal der Stadt Piqua durchgeführt. Im Februar 1969 hatte die Stadt Piqua den Reaktor abgebaut und die Gebäude für die Nutzung als Büro- und Lagereinrichtungen konvertiert. Die Brenn- und Kontrollstäbe sowie die radioaktiven und kontaminierten Rohrleitungen wurden zu einem nationalen Lager gebracht. Das organische Kühlmittel wurde verbrannt. Kontaminierte Rohrleitungen und Anlagen im Inneren des Reaktorgebäudes wurden entfernt oder dekontaminiert, und die oberirdischen Teile des Gebäudes wurden zu einem Lagerhaus. Der Reaktordruckbehälter wurde mit Sand gefüllt, und alle Durchführungen in den Reaktorkomplex wurden verstopft. Die Sicherheitsschleuse des Reaktorgebäudes wurde gefüllt und gepflastert. Der unterirdische Komplex wurde dann mit einer wasserdichten Barriere versiegelt. So wurde ein unerlaubter Zugang oder der Austritt von Radioaktivität verhindert. Der Reaktordruckbehälter wurde im Containment versiegelt. Die gesamte Radioaktivität, die in der Einrichtung versiegelt wurde, betrug 260.000 Curie. Analysen haben vorhergesagt, dass die Radioaktivität in 120 Jahren ein nicht mehr gefährliches Niveau erreicht haben wird. Derzeit gibt es keine bewiesene Kontamination außerhalb der Containment-Struktur im Kernkraftwerk. Geringere Mengen von Aktivitätsprodukten sind verstreut in der thermischen Schutzeinrichtung, die den Reaktorbehälter umgibt. Zurzeit belegen die Ergebnisse der jährlichen Überwachungs- und Wartungstätigkeiten, dass es keine nachweisbare Freisetzung aus der stillgelegten Anlage in die Umwelt gibt.
Die Anlage wurde an die Stadt Piqua für die Nutzung als Büros und Lagerung von Ausrüstung verpachtet. Im Dezember 1991 wurde eine Untersuchung der Einrichtung gestartet, um ihren radiologischen Zustand zu dokumentieren. Die Daten zeigten, dass die gemessenen Aktivitätswerte im Wesentlichen die gleichen wie die in der natürlichen Umwelt sind. Die einzige Ausnahme war, dass ein niedriges Niveau der radioaktiven Verseuchung in einem Abfluss in 56,5 Metern Höhe entdeckt wurde, aber die Strahlenexposition in diesem Bereich war auch typisch für den natürlichen Hintergrund. Das Kernkraftwerk wurde von der US-Regierung erworben und dann an die Stadt Piqua vermietet.
Es sind nur zwei Techniker verpflichtet, zwei Tage pro Jahr in der Anlage zu verbringen.

## Daten der Reaktorblöcke
Das Kernkraftwerk Piqua hatte einen Block:
| Reaktorblock | Reaktortyp | Netto- leistung | Brutto- leistung | Baubeginn  | Netzsyn- chronisation | Kommer- zieller Betrieb | Abschal- tung |
| ------------ | ---------- | --------------- | ---------------- | ---------- | --------------------- | ----------------------- | ------------- |
| Piqua        | OMRE       | 12 MW           | 12 MW            | 01.01.1960 | 01.07.1963            | 01.11.1963              | 01.01.1966    |